# Hidra (illa)
Hidra (grec: Ύδρα, ['iðra], sovint transcrit Hydra), a l'antiguitat Hídrea (grec antic: Ὑδρέα), és una de les Illes Saròniques, que pertany a la perifèria de l'Àtica (Grècia). Està situada entre el golf Sarònic i el golf Argòlid, davant el golf d'Hermíona, a la part est del Peloponès, i a uns 50 km del Pireu.
Té una superfície de 52 km² i una població d'uns 2.500 habitants. Mesura uns 20 km de llarg i entre 1,5 i 6 d'ample. La muntanya més alta és el puig Eros amb 592 metres. El clima és mediterrani. La indústria principal és el turisme i es cultiven alguns productes agrícoles. La capital és la ciutat d'Hidra al nord de l'illa amb uns 1.000 habitants té una catedral construïda el 1648 i reconstruïda el 1774. Altres ciutats són Vlihos, Mandraki, Molis, Bisti, Kauomiti, Kamini i Gyrokomeio. Té nombroses platges de gran bellesa. S'han fet excavacions al lloc d'Episkopi (al sud-oest) on s'han posat a la llum construccions de fa més de quatre mil cinc-cents anys.

## Història
Les troballes arqueològiques indiquen que l'illa fou poblada vers el 3000 aC-2600 aC. Als voltants del 1300 aC s'hi van establir els dríops que foren expulsats vers el 1100 aC pels doris. Va pertànyer segurament a Micenes, i en època històrica depenia d'Hermíona, fins que el 525 aC va ser cedida als exiliats de Samos per evitar els seus atacs pirates, però aquestos la van acabar lliurant a Trezè.
No es tenen informacions de temps posteriors, període hel·lènic i romà, però sembla que va seguir habitada, tot i ser objecte d'atacs dels pirates; els habitants probablement van cercar refugi a l'interior de l'illa.
A partir del del 1460, es van establir com a pescadors a l'illa refugiats albanesos que havien lluitat amb els venecians contra els otomans. La primera ciutat (Kiafa) es va fundar en aquells temps (abans només hi havia algunes granges).
Tot i la manca d'aigua (que es recollia en cisternes) l'emigració va continuar. Famílies gregues es van establir a l'illa com els Lazarou i els Zerba (d'Hiperos), Mitarou, Nega, Gini i Gouma (de l'illa de Citnos), Tompazi (d'Esmirna), Tsamados (de Kranidi) i Oikonomou (des d'Epidaure). Fou un centre comercial molt pròsper durant la dominació otomana i va arribar a tenir vint-i-set mil habitants al segle xviii. Els illencs dominaven les rutes comercials de la Mediterrània oriental; a final de segle tenia més de 150 vaixells (i en total van arribar a ser quasi 300).
A l'època moderna va ser un dels centres de la revolta nacional grega que va portar a la independència. Les pèrdues durant la guerra van acabar amb la seva prosperitat.
El 1802 Hidra fou establerta com a seu de la flota grega al servei dels otomans. Fou enviat a l'illa George Dimas Boulgaris, un grec capità de la flota otomana. La lluita decidida de Boulgaris contra els pirates va convertir als seus habitants en hàbils mariners de guerra. A més, Boulgaris va permetre de fet un autogovern ampli. El 1821 tenia 120 vaixells de guerra, 5.400 mariners experts i 2.400 canons. Hidra es va revoltar el 16 d'abril de 1821 sota la direcció d'Antonio Ekonomou. Durant set anys els vaixells d'Hidra foren els dominadors de la mar. Les morts de la guerra, les destruccions i el canvi en les rutes comercials, van suposar la fi dels bons temps. Milers d'illencs van haver d'emigrar, la majoria a Atenes i el Pireu. La pesca d'esponges fou l'activitat principal de l'illa. A partir del 1950 l'illa va esdevenir centre turístic.